# Lexington Challenger 2024
Der Lexington Challenger 2024 war ein Tennisturnier der ITF Women’s World Tennis Tour 2024 für Damen und ein Tennisturnier der ATP Challenger Tour 2024 für Herren in Lexington. Die Turniere fanden zeitgleich vom 29. Juli bis 4. August 2024 statt.